# Roding (rivière)
Pour les articles homonymes, voir Roding.
La rivière Roding  (en anglais : Roding River) est un cours d’eau de la région de Nelson dans l’Île du Sud de Nouvelle-Zélande.

## Géographie
Elle s’écoule généralement vers le sud-ouest à partir de sa source située dans les collines au-dessus de la ville de Nelson, atteignant la rivière Wairoa à cinq kilomètres au sud de la ville de Richmond.